# العقاب والعفرا (مسلسل)
العقاب والعفرا مسلسل أردني فنتازيا بدوية أردنيّة من بطولة الممثل السعودي عبد المحسن النمر ونسرين طافش وعبير عيسى وجولييت عواد، ولونا بشارة وعلا ياسين؛ أخرجته رولا حجة وكتبت القصة نورا الدعجة. 

## القصة
يبرز الصراع بين الحب والثأر حيث تلتقي العفرا(نسرين طافش) بالعقاب (عبد المحسن النمر) ويقعا في الحب. ولكن يُقتل الشيخ سلطان والد العفرا على يدي الشيخ عقاب دون أن يعلم أنه والد حبيبته التي صدمت حين تلقت الخبر وإشتعلت نيران الانتقام بقلبها فإختطفت إبنه الصغير سهيل من زوجته الشيخة حسنة وذلك عن طريق الاستعانة بالشيخة فجر أخت الشيخة عفرا الصغرى لكن تكشف المكيدة وتقع فجر بين يدي عقاب وتتم فيما بعد مبادلة بين الشيخين حيث تُسلم فجر مقابل سهيل. وفي ليلة زواج شقيقة العفرا يخطف العقاب العفرا ويأخذها لديرته ويتزوجها بعد وفاة زوجته حسنةً
ويضل الصراع بين الثأر والحب الذي يعذب العفرا حتى طلقها العقاب لشعوره باللوم لإنه تزوجها دون إرادتها وهكذا تنتهي قصة المسلسل المكون من ثلاثين حلقة

### فريق العمل
طاقم العمل:
- رولا حجه (مخرج) (الأردن)
- أنس البلبيسي (مخرج منفذ) (الأردن)
- حمزة التاجي (مساعد مخرج) (الأردن)
- وليد الهشيم (موسيقى تصويرية) (الأردن)
- متعب الصقار (غناء شارة البداية) (الأردن)
- غادة عباسي (غناء شارة النهاية) (الأردن)
- نورا الدعجة (مؤلف) (الأردن)
- سائد الهشيم (مكساج) (الأردن)
- عصام حجاوي (منتج)(الأردن)

طاقم التمثيل:
- عبد المحسن النمر بدور عقاب. (السعودية)
- نسرين طافش بدور العفرا. (فلسطين\سوريا)
- عبير عيسى (حسنة) (الأردن)
- جولييت عواد (السديرة) (الأردن)
- لونا بشارة (غوى) (فلسطين)
- علا ياسين (فجر) (الأردن)
- محمد الضمور (حسن) (الأردن)
- نبيل المشيني (الأردن)
- داوود جلاجل (الأردن)
- عبد الكريم القواسمي (الأردن)
- سهير فهد (الأردن)
- رانيا فهد (الأردن)
- باسلة علي (سوريا)
- هشام هنيدي (الأردن)
- إبراهيم أبو الخير (الأردن)
- رفعت النجار (الأردن)
- جميل عواد (الأردن)
- علاء الجمل (فهد) (الأردن)
- شاكر جابر (بركان) (الأردن)
- عبد الكريم الجراح (رداد) (الأردن)
- وسام البريحي (نواف) (الأردن)
- غادة عباسي (غزالة) (الأردن)
- علا مضاعين (مزنة) (الأردن)
- حسن خمايسة (سالم) (الأردن)
- منذر خليل (صخر / رشود) (الأردن)
- منيا قديس (الهنوف) (الأردن)
- عمر حلمي (ريان) (الأردن)
- رانيا سامي (سولاف) (الأردن)
- أحمد أبو سليم (سهيل - طفل) (الأردن)
- زيد مصطفى (شلاش) (الأردن)
- محمد العبادي (ضيف شرف) (الأردن)
- أنور خليل (ضيف شرف) (الأردن)
- بكر قباني (ضيف شرف) (الأردن)
- هيفاء الآغا (ضيف شرف) (الأردن)
- داوود عفيشات (الأردن)
- مجد عفيفي (الأردن)
- إيمان ياسين (الأردن)
- سليمان الشملاوي (الأردن)
- معتصم الفحماوي (الأردن)
- أيمن عضايلة (الأردن)
- رسمية عبده (الأردن)
- عبد الله صايمة (الأردن)
- محمد أبو سليم (الأردن)
- عبد الرزاق الزعبي (الأردن)
- شهاب الحجاج (الأردن)
- طارق الشوابكة (سند) (الأردن)
- أحمد أبو سبيتان (الأردن)
- شوق تيمور (الأردن)